# Marile manevre
Marile manevre (titlu original: Les Grandes Manœuvres) este un film coproducție franco-italiană de comedie romantică din 1955 regizat de René Clair, fiind primul film color regizat de acesta. Rolurile principale au fost interpretate de actorii Gérard Philipe și Michèle Morgan. Filmările au avut loc în studiourile de la Boulogne-Billancourt între 28 aprilie - 8 iulie 1955.

## Prezentare
Acțiunea filmului are loc într-un orășel de provincie francez înainte de Primul Război Mondial. Locotenentul  Armand de la Verne (Gerard Philippe) este un Don Juan care pune pariu cu colegii săi că o va seduce pe Marie-Louise Rivière (Michele Morgan), de curând divorțată și mutată de la Paris, înainte ca compania sa de cavalerie să plece departe pentru manevrele de vară care țin o lună. Rivière este reticentă inițial, știind reputația acestuia. Dar de la Verne se îndrăgostește cu adevărat de Rivière iar reputația sa de Don Juan îi pune viața amoroasă în pericol.